# This Time Around (album Hanson)
This Time Around è il terzo album in studio del gruppo musicale statunitense Hanson, pubblicato il 9 maggio 2000 dalle etichette discografiche Mercury Records e Universal Music Group.

## Descrizione
L'album è caratterizzato da uno stile diverso rispetto al precedente, meno pop, ma comunque variegato: si passa da ballad pop a canzoni con venature rock.
Taylor, il lead singer del trio in I Wish That I Was There lascia questo ruolo al fratello batterista e il più piccolo della band, l'allora quindicenne Zac.
Non ha riscosso lo stesso successo di vendite del precedente Middle of Nowhere con il quale la band era divenuta famosa nel 1997, fermandosi a quota 1 milione di copie vendute.
Il primo e principale singolo estratto dall'album è If Only, presentato al Festivalbar a Napoli nel mese di giugno. La stessa band nel 1997 aveva presentato sempre al Festivalbar la canzone MMMBop, che li aveva resi noti.
In seguito sono stata pubblicati come secondo e terzo singolo This Time Around e Save Me.

## Accoglienza
| Recensione           | Giudizio |
| -------------------- | -------- |
| AllMusic             |          |
| Entertainment Weekly | B        |
| NME                  |          |
| Rolling Stone        |          |

This Time Around ha ottenuto recensioni positive da parte dei critici musicali. Su Metacritic, sito che assegna un punteggio normalizzato su 100 in base a critiche selezionate, l'album ha ottenuto un punteggio medio di 67 basato su dodici recensioni.

## Tracce
Testi e musiche di Isaac Hanson, Taylor Hanson e Zac Hanson.
1. You Never Know – 3:04
2. If Only – 4:30
3. This Time Around – 4:17
4. Runaway Run – 3:40
5. Save Me – 3:40
6. Dying to Be Alive – 4:37
7. Can't Stop – 4:24
8. Wish That I Was There – 3:32
9. Love Song – 4:06
10. Sure About It – 3:27
11. Hand in Hand – 4:37
12. In the City – 3:27
13. A Song to Sing – 3:35

Esistono versioni dell'album (non italiane e non statunitensi) contenenti due tracce fantasma: Smile e Lonely Again.

## Formazione
- Isaac Hanson – chitarra elettrica ed acustica, basso, voce e cori
- Taylor Hanson – pianoforte e tastiere, chitarra elettrica ed acustica, batteria e percussioni, voce e cori
- Zac Hanson – batteria e percussioni, pianoforte e tastiere, chitarra elettrica ed acustica, voce e cori

## Classifiche
| Classifica (2000) | Posizione massima |
| ----------------- | ----------------- |
| Australia         | 11                |
| Canada            | 12                |
| Finlandia         | 10                |
| Francia           | 50                |
| Germania          | 54                |
| Giappone          | 18                |
| Italia            | 22                |
| Norvegia          | 28                |
| Nuova Zelanda     | 21                |
| Paesi Bassi       | 71                |
| Regno Unito       | 33                |
| Stati Uniti       | 19                |
| Svezia            | 9                 |
| Svizzera          | 30                |